# غرايم إنجلش
غرايم إنجلش (بالإنجليزية: Graeme English) هو مصارع هاوي بريطاني، ولد في 25 سبتمبر 1964.

## وصلات خارجية
- غرايم إنجلش على موقع قاعدة بيانات المصارعة الدولية (الإنجليزية)
- غرايم إنجلش على موقع أوليمبيديا (الإنجليزية)
- غرايم إنجلش على موقع اتحاد ألعاب الكومنولث (مؤرشف) (الإنجليزية)